# Чемпіонат Європи з футболу 2020 (кваліфікаційний раунд)
Кваліфікаційний раунд Чемпіонату Європи з футболу 2020 — футбольний турнір, який проводився з березня 2019 року по листопад 2020 року для визначення 24 чоловічих збірних УЄФА, які вийдуть у фінальний турнір чемпіонату Європи з футболу 2020. Відбір також пов'язаний з проведенням Ліги націй УЄФА 2018—2019, що дасть країнам додаткову можливість для участі у фінальному турнірі. Вперше з 1976 року жодна команда не отримає автоматичне право брати участь у фінальному турнірі Чемпіонату Європи як країна-господарка.
У кваліфікаційному процесі беруть участь 55 національних команд, серед яких вперше збірна Косово.

## Команди
Всі 55 членів УЄФА можуть брати участь у відбірковому турнірі на Чемпіонат Європи 2020 року. 55 збірних були розділені на десять груп, причому п'ять з них складаються з п'яти команд, і ще п'ять груп — з шести команд.
- Австрія
- Азербайджан
- Албанія
- Англія
- Андорра
- Бельгія
- Білорусь
- Болгарія
- Боснія і Герцеговина
- Вірменія
- Гібралтар
- Греція
- Грузія
- Данія
- Естонія
- Ізраїль
- Ірландія
- Ісландія
- Іспанія
- Італія
- Казахстан
- Кіпр
- Косово
- Латвія
- Литва
- Ліхтенштейн
- Люксембург
- Мальта
- Молдова
- Нідерланди
- Німеччина
- Норвегія
- Північна Ірландія
- Північна Македонія
- Польща
- Португалія
- Росія
- Румунія
- Сан-Марино
- Сербія
- Словаччина
- Словенія
- Туреччина
- Угорщина
- Уельс
- Україна
- Фарерські острови
- Франція
- Фінляндія
- Хорватія
- Чехія
- Чорногорія
- Швейцарія
- Швеція
- Шотландія

## Кваліфіковані збірні

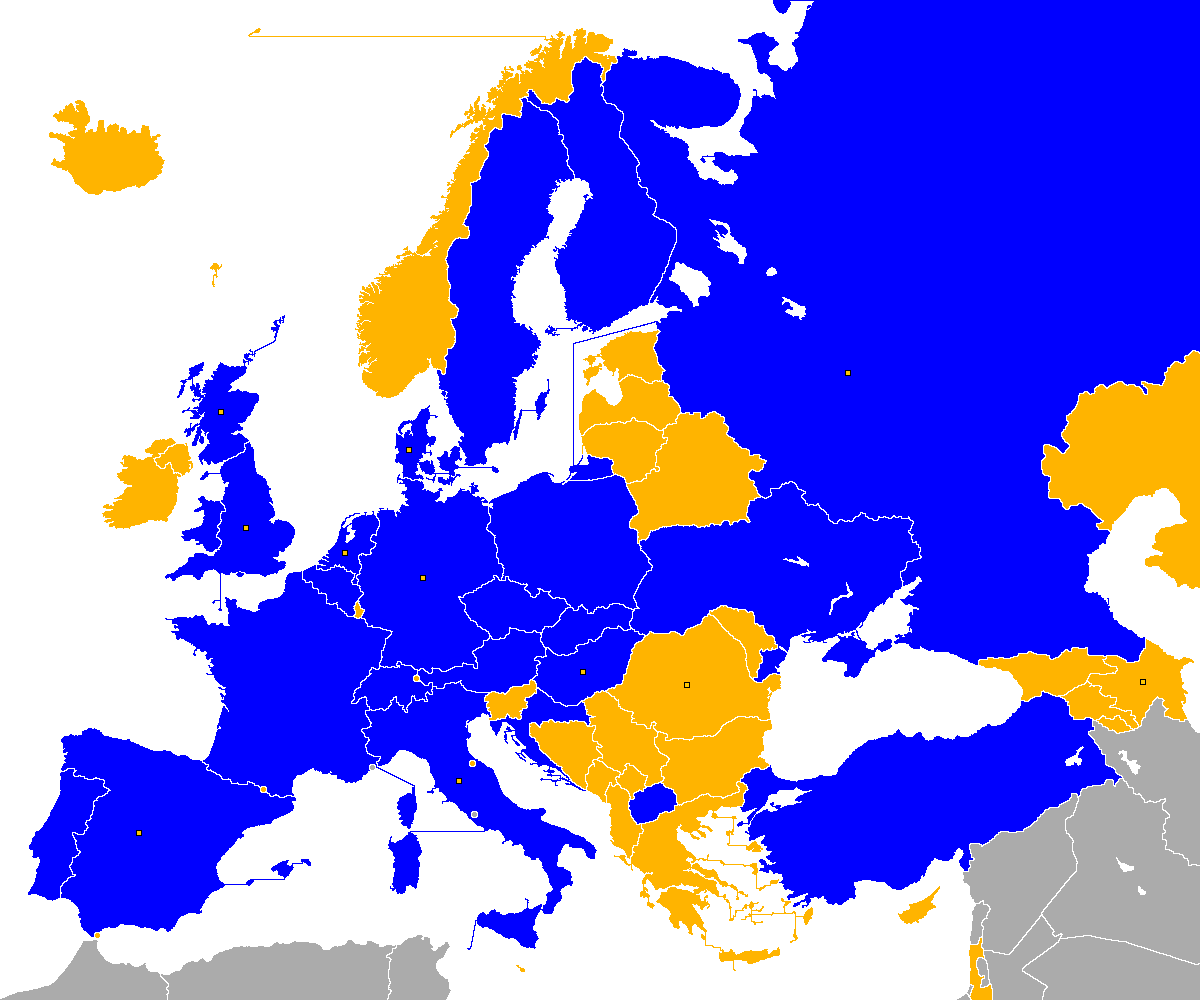
Країна кваліфікувалась
Країна не кваліфікувалась

| Збірна             | Кваліфікувалась як        | Дата кваліфікації | Участі у фінальних турнірах                                                 |
| ------------------ | ------------------------- | ----------------- | --------------------------------------------------------------------------- |
| Бельгія            | Переможець групи I        | 10 жовтня 2019    | 5 (1972, 1980, 1984, 2000, 2016)                                            |
| Італія             | Переможець групи J        | 12 жовтня 2019    | 9 (1968, 1980, 1988, 1996, 2000, 2004, 2008, 2012, 2016)                    |
| Росія              | Друге місце групи I       | 13 жовтня 2019    | 11 (1960, 1964, 1968, 1972, 1988, 1992, 1996, 2004, 2008, 2012, 2016)       |
| Польща             | Переможець групи G        | 13 жовтня 2019    | 3 (2008, 2012, 2016)                                                        |
| Україна            | Переможець групи B        | 14 жовтня 2019    | 2 (2012, 2016)                                                              |
| Іспанія            | Переможець групи F        | 15 жовтня 2019    | 10 (1964, 1980, 1984, 1988, 1996, 2000, 2004, 2008, 2012, 2016)             |
| Франція            | Переможець групи H        | 14 листопада 2019 | 9 (1960, 1984, 1992, 1996, 2000, 2004, 2008, 2012, 2016)                    |
| Туреччина          | Друге місце групи H       | 14 листопада 2019 | 4 (1996, 2000, 2008, 2016)                                                  |
| Англія             | Переможець групи A        | 14 листопада 2019 | 9 (1968, 1980, 1988, 1992, 1996, 2000, 2004, 2012, 2016)                    |
| Чехія              | Друге місце групи A       | 14 листопада 2019 | 9 (1960, 1976, 1980, 1996, 2000, 2004, 2008, 2012, 2016)                    |
| Фінляндія          | Друге місце групи J       | 15 листопада 2019 | 0 (дебют)                                                                   |
| Швеція             | Друге місце групи F       | 15 листопада 2019 | 6 (1992, 2000, 2004, 2008, 2012, 2016)                                      |
| Хорватія           | Переможець групи E        | 16 листопада 2019 | 5 (1996, 2004, 2008, 2012, 2016)                                            |
| Австрія            | Друге місце групи G       | 16 листопада 2019 | 2 (2008, 2016)                                                              |
| Нідерланди         | Друге місце групи C       | 16 листопада 2019 | 9 (1976, 1980, 1988, 1992, 1996, 2000, 2004, 2008, 2012)                    |
| Німеччина          | Переможець групи C        | 16 листопада 2019 | 12 (1972, 1976, 1980, 1984, 1988, 1992, 1996, 2000, 2004, 2008, 2012, 2016) |
| Португалія         | Друге місце групи B       | 17 листопада 2019 | 7 (1984, 1996, 2000, 2004, 2008, 2012, 2016)                                |
| Швейцарія          | Переможець групи D        | 18 листопада 2019 | 4 (1996, 2004, 2008, 2016)                                                  |
| Данія              | Друге місце групи D       | 18 листопада 2019 | 8 (1964, 1984, 1988, 1992, 1996, 2000, 2004, 2012)                          |
| Уельс              | Друге місце групи E       | 19 листопада 2019 | 1 (2016)                                                                    |
| Угорщина           | Переможець плей-оф шлях A | 12 листопада 2020 | 3 (1964, 1972, 2016)                                                        |
| Словаччина         | Переможець плей-оф шлях B | 12 листопада 2020 | 1 (2016)                                                                    |
| Шотландія          | Переможець плей-оф шлях C | 12 листопада 2020 | 2 (1992, 1996)                                                              |
| Північна Македонія | Переможець плей-оф шлях D | 12 листопада 2020 | 0 (дебют)                                                                   |

1. ↑  Курсивом вказано країну-господар.
2. ↑  Жирним вказана перемога на цьому турнірі. Курсивом вказано участь на турнірі як країна-господар на цьому турнірі.
3. ↑  З 1960 по 1988 Росія виступала як СРСР і в 1992 як СНД.
4. ↑  З 1960 по 1980 Чехія виступала як Чехословаччина.
5. ↑  З 1972 по 1988 Німеччина виступала як ФРН.

## Формат турніру
Не буде автоматичної кваліфікації країни-організатора — всі 55 національних збірних УЄФА, в тому числі 12 національних команд, чиї країни будуть проводити матчі, повинні взяти участь у відборі за 24 місця у фінальному турнірі. Оскільки міста, що приймають турнір були призначені УЄФА у вересні 2014 року, перед відбірковими матчами Євро-2020, деякі національні збірні з країн, у чиїх містах проводитимуться матчі турніру, можуть не пройти кваліфікацію на фінальний турнір.
Зі створенням Ліги націй УЄФА, починаючи з 2018 року, Ліга націй УЄФА 2018—2019 буде пов'язана з кваліфікацією Євро-2020, надаючи командам ще один шанс отримати кваліфікацію на турнір. Кваліфікаційний процес гарантує, що якнайменш одна команда з кожного дивізіону попереднього сезону Ліги націй отримає путівку на турнір (напряму або через плей-оф).

### Групи
Основний кваліфікаційний процес почався в березні 2019 року, а не відразу у вересні 2018 року після чемпіонату світу з футболу 2018 року, як це відбувалось раніше, і завершиться в листопаді 2019 року. Формат залишився в основному тим же, хоча тільки 20 з 24 місць для фінального турніру будуть визначені в основному процесі відбору, і залишиться чотири місця, які ще належить визначити. Після прийому Косово в УЄФА у травні 2016 року було оголошено, що 55 членів будуть розподілені на 10 груп після завершення групового етапу Ліги націй УЄФА 2018—2019, і кошики при жеребкуванні будуть формуватися на основі загального рейтингу Ліги націй. Буде сформовано п'ять груп з п'яти команд і п'ять груп із шести команд з обов'язковою умовою, що учасники фіналу чотирьох Ліги націй УЄФА 2018—2019 будуть відправлені до груп з п'ятьма командами (для того, щоб вони могли брати участь у фіналі чотирьох в червні 2019 року). Дві кращі команди в кожній групі отримають пряму путівку на фінальний турнір Євро-2020. Відбіркові матчі будуть зіграні в подвійних матчах в березні, червні, вересні, жовтні і листопаді 2019 року.

#### Визначення місць команд у турнірній таблиці
Якщо дві або більше команди в одній групі рівні за очками після завершення групового етапу, застосовуються наступні критерії:
1. Більша кількість очок, що були здобуті в матчах лише між цими командами;
2. Краща різниця забитих м'ячів в матчах лише між цими командами;
3. Більша кількість голів, забитих в матчах лише між цими командами;
4. Більша кількість голів, забитих на виїзді в матчах лише між цими командами;
5. Якщо критерії 1-4 застосовані та команди досі рівні за показниками, критерії 1-4 перезастосовуються тільки для матчів між двома командами у випадку, якщо за попередніми критеріями 1-4 можна відсіяти всі інші команди (третю або третю та четверту).[a] Якщо ця процедура не призводить до прийняття рішення, застосовуються критерії від 6 до 10;
6. Краща різниця забитих м'ячів в усіх матчах групи;
7. Більша кількість голів, забитих в усіх матчах групи;
8. Більша кількість голів, забитих на виїзді в усіх матчах групи;
9. Більша кількість перемог в усіх матчах групи;
10. Більша кількість перемог на виїзді в усіх матчах групи;
11. Показник фейр-плей в усіх матчах групи (1 бал за жовту картку, 3 бали за червону картку як наслідок двох жовтих, 3 бали за пряму червону картку, 4 бали за жовту картку, за якою послідувала пряма червона картка);
12. Місце в загальному рейтингу Ліги націй УЄФА 2018—2019.

Примітка
1. ↑  Якщо дві або більше команди рівні в очках, застосовуються критерії від 1 до 4. Після застосування цих критеріїв вони можуть визначити позицію деяких із залучених команд, але не всіх. Наприклад, якщо існує тристоронній зв'язок між командами, застосування перших чотирьох критеріїв може лише зламати зв'язок однієї з команд, залишивши при цьому ще дві команди. У цьому випадку процедура відстеження відновлюється від початку до тих команд, які все ще пов'язані.

### Плей-оф
У плей-оф, який відбудеться в березні 2020 року, братиме участь 16 команд з числа тих, що не пробились на турнір після групового етапу, і вони матимуть другий шанс претендувати на вихід Євро-2020. 16 команд будуть обрані у відповідності з їх виступом у Лізі націй УЄФА. 16 команд будуть поділені на чотири окремих шляхи, кожен з яких буде містити чотири команди, причому одна команда з кожного шляху вийде у фінальний турнір. Кожна ліга у Лізі націй матиме свій власний шлях плей-оф, якщо доступно не менше чотирьох команд. Переможці груп Ліги націй автоматично отримають право на вихід в плей-оф. Якщо переможці групи вже пройшли кваліфікацію в класичному відбірному груповому етапі, вони будуть замінені наступними кращими командами в тій же лізі. Однак, якщо в тій же лізі недостатньо команд, переможці групи будуть замінені наступною кращою командою в загальному рейтингу, але переможці груп не зможуть зіткнутися з командами з більш вищої ліги.
Висхідний процес від Ліги D до A використовується для вибору 16 команд, які будуть змагатися в плей-оф. Спочатку обираються всі переможці групи. Потім, якщо переможець групи вже кваліфікований, вони будуть замінені наступною кращою командою в тій же лізі. Якщо в цій лізі недостатньо команд, то, якщо є переможець групи, буде обрана найкраща команда нижньої ліги. Якщо в лізі немає переможця групи, тоді буде обрана найкраща команда в загальному рейтингу.
Висхідний процес від Ліги D до A також використовується для формування чотирьох шляхів плей-оф. Шлях формується з чотирьох команд з тієї ж ліги. Якщо в цій лізі є більше чотирьох команд, придатних для виходу плей-оф, то буде проведено жеребкування, щоб визначити, які команди будуть брати участь у цьому шляху плей-оф цієї ліги. Інші команди будуть грати в плей-оф з командами вищих ліг. Цей процес гарантує, що переможцям групи не доведеться конкурувати з командами більш вищої ліги. 22 листопада 2019 року буде проведено жеребкування, щоб розподілити команди, які не виграли свою групу, по шляхах, в яких вони будуть брати участь.
Кожен шлях плей-оф складатиметься з одноматчевих півфіналів (найкраща проти четвертої; друга проти третьої; найкраща і друга команди - господарі матчів) і одноматчевого фіналу (місце проведення буде визначено заздалегідь між переможцем півфіналу 1 чи 2). Переможці чотирьох шляхів плей-оф приєднаються до 20 команд, які вже пройшли кваліфікацію на Євро-2020.

### Визначення місць команд у загальному рейтингу
Для того, щоб скласти загальний рейтинг результатів відбіркового турніру, не враховуються результати матчів проти команд, що посіли 6-е місце, та застосовуються наступні критерії:
1. Місце в групі;
2. Більша кількість очок;
3. Краща різниця забитих м'ячів;
4. Більша кількість забитих голів;
5. Більша кількість голів, забитих на виїзді;
6. Більша кількість перемог;
7. Більша кількість перемог на виїзді;
8. Показник фейр-плей (1 бал за жовту картку, 3 бали за червону картку як наслідок двох жовтих, 3 бали за пряму червону картку, 4 бали за жовту картку, за якою послідувала пряма червона картка);
9. Місце в загальному рейтингу Ліги націй УЄФА 2018—2019.

## Календар
Нижче наведено графік відбірної кампанії Євро-2020.
| Фаза          | Тур       | Дати                                                      |
| ------------- | --------- | --------------------------------------------------------- |
| Груповий етап | Тур 1     | 21-23 березня 2019                                        |
| Груповий етап | Тур 2     | 24-26 березня 2019                                        |
| Груповий етап | Тур 3     | 7-8 червня 2019                                           |
| Груповий етап | Тур 4     | 10-11 червня 2019                                         |
| Груповий етап | Тур 5     | 5-7 вересня 2019                                          |
| Груповий етап | Тур 6     | 8-10 вересня 2019                                         |
| Груповий етап | Тур 7     | 10-12 жовтня 2019                                         |
| Груповий етап | Тур 8     | 13-15 жовтня 2019                                         |
| Груповий етап | Тур 9     | 14-16 листопада 2019                                      |
| Груповий етап | Тур 10    | 17-19 листопада 2019                                      |
| Плей-оф       | Півфінали | 8 жовтня 2020 (початково планувалися 26 березня 2020)     |
| Плей-оф       | Фінали    | 12 листопада 2020 (початково планувалися 31 березня 2020) |

Календар матчів був затверджений УЄФА 2 грудня 2018 року після жеребкування.

## Жеребкування
Жеребкування групового етапу відбіркового турніру відбулося 2 грудня 2018 року в Convention Centre Dublin в Дубліні, Ірландія. 55 команд були розподілені на 10 груп: п'ять груп з п'яти команд (групи A–E) і п'ять груп із шести команд (групи F–J).
Кошики при жеребкуванні формувалися на основі загального рейтингу Ліги націй УЄФА 2018—2019. Учасники фіналу чотирьох Ліги націй УЄФА 2019 сформували окремий кошик і були відправлені в групи A-D, які мають лише п'ять команд, саме тому ці команди мають лише 8 відбіркових матчів, залишаючи 2 вільних тури для того, щоб зіграти фінал чотирьох Ліги націй УЄФА. Наступні обмеження були застосовані за допомогою комп'ютеру при жеребкуванні:
- Команди-господарі: для того, щоб дозволити усім 12 командам, чиї країни будуть проводити матчі фінального турніру, кваліфікуватися до нього, в одній групі можуть бути не більше двох з наступних команд: Азербайджан, Данія, Англія, Німеччина, Угорщина, Італія, Нідерланди, Ірландія, Румунія, Росія, Шотландія, Іспанія.
- Політичні причини: з політичних причин в одній групі не можуть бути команди з таких пар: Гібралтар/Іспанія, Косово/Боснія і Герцеговина, Косово/Сербія. (Вірменія/Азербайджан та Росія/Україна також були сформовані в такі пари, але ці команди знаходилися в одному кошику при жеребкуванні.)
- Зимові матчі: через високу ймовірність зимових погодних умов в одній групі можуть бути не більше двох з наступних команд: Білорусь, Естонія, Фарерські острови, Фінляндія, Ісландія, Латвія, Литва, Норвегія, Росія, Україна.
  - Три країни з цього списку (Фарерські острови, Фінляндія, Ісландія) не можуть приймати матчі в березні та листопаді; інші мають грати якомога менше домашніх матчів, якщо це можливо, в березні та листопаді.
- Далекі подорожі: у зв'язку з надмірними витратами на пересування в одній групі можуть бути не більше однієї з наступних пар: 
  - Азербайджан: з Ісландією, Португалією. (Гібралтар також входив в цей список, але ці команди знаходилися в одному кошику при жеребкуванні.)
  - Ісландія: з Вірменією, Кіпром, Грузією, Ізраїлем.
  - Казахстан: з Андоррою, Англією, Францією, Ісландією, Мальтою, Північною Ірландією, Португалією, Ірландією, Шотландією, Іспанією, Уельсом. (Фарерські острови і Гібралтар також входили в цей список, але ці команди знаходилися в одному кошику при жеребкуванні.)

### Кошики
Кошики при жеребкуванні формувалися на основі загального рейтингу Ліги націй УЄФА 2018—2019..
| Команда    | Місце |
| ---------- | ----- |
| Швейцарія  | 1     |
| Португалія | 2     |
| Нідерланди | 3     |
| Англія     | 4     |

| Команда  | Місце |
| -------- | ----- |
| Бельгія  | 5     |
| Франція  | 6     |
| Іспанія  | 7     |
| Італія   | 8     |
| Хорватія | 9     |
| Польща   | 10    |

| Команда              | Місце |
| -------------------- | ----- |
| Німеччина            | 11    |
| Ісландія             | 12    |
| Боснія і Герцеговина | 13    |
| Україна              | 14    |
| Данія                | 15    |
| Швеція               | 16    |
| Росія                | 17    |
| Австрія              | 18    |
| Уельс                | 19    |
| Чехія                | 20    |

| Команда           | Місце |
| ----------------- | ----- |
| Словаччина        | 21    |
| Туреччина         | 22    |
| Ірландія          | 23    |
| Північна Ірландія | 24    |
| Шотландія         | 25    |
| Норвегія          | 26    |
| Сербія            | 27    |
| Фінляндія         | 28    |
| Болгарія          | 29    |
| Ізраїль           | 30    |

| Команда    | Місце |
| ---------- | ----- |
| Угорщина   | 31    |
| Румунія    | 32    |
| Греція     | 33    |
| Албанія    | 34    |
| Чорногорія | 35    |
| Кіпр       | 36    |
| Естонія    | 37    |
| Словенія   | 38    |
| Литва      | 39    |
| Грузія     | 40    |

| Команда            | Місце |
| ------------------ | ----- |
| Північна Македонія | 41    |
| Косово             | 42    |
| Білорусь           | 43    |
| Люксембург         | 44    |
| Вірменія           | 45    |
| Азербайджан        | 46    |
| Казахстан          | 47    |
| Молдова            | 48    |
| Гібралтар          | 49    |
| Фарерські острови  | 50    |

| Команда     | Місце |
| ----------- | ----- |
| Латвія      | 51    |
| Ліхтенштейн | 52    |
| Андорра     | 53    |
| Мальта      | 54    |
| Сан-Марино  | 55    |

## Підсумок
| Група A      | Група B            | Група C              | Група D         | Група E        | Група F           | Група G            | Група H           | Група I       | Група J              |
| ------------ | ------------------ | -------------------- | --------------- | -------------- | ----------------- | ------------------ | ----------------- | ------------- | -------------------- |
| Англія Чехія | Україна Португалія | Німеччина Нідерланди | Швейцарія Данія | Хорватія Уельс | Іспанія Швеція    | Польща Австрія     | Франція Туреччина | Бельгія Росія | Італія Фінляндія     |
| Косово       | Сербія             | Північна Ірландія    | Ірландія        | Словаччина     | Норвегія          | Північна Македонія | Ісландія          | Шотландія     | Греція               |
| Болгарія     | Люксембург         | Білорусь             | Грузія          | Угорщина       | Румунія           | Словенія           | Албанія           | Кіпр          | Боснія і Герцеговина |
| Чорногорія   | Литва              | Естонія              | Гібралтар       | Азербайджан    | Фарерські острови | Ізраїль            | Андорра           | Казахстан     | Вірменія             |
|              |                    |                      |                 |                | Мальта            | Латвія             | Молдова           | Сан-Марино    | Ліхтенштейн          |

## Групи
Матчі відбувалися з 21 березня по 19 листопада 2019 року.

### Група A
| Поз | Команда    | І | В | Н | П | ГЗ | ГП | РГ  | О  | Кваліфікація                       |     | Англія | Чехія | Косово | Болгарія | Чорногорія |
| --- | ---------- | - | - | - | - | -- | -- | --- | -- | ---------------------------------- | --- | ------ | ----- | ------ | -------- | ---------- |
| 1   | Англія     | 8 | 7 | 0 | 1 | 37 | 6  | +31 | 21 | Кваліфікація до фінального турніру |     | —      | 5:0   | 5:3    | 4:0      | 7:0        |
| 2   | Чехія      | 8 | 5 | 0 | 3 | 13 | 11 | +2  | 15 | Кваліфікація до фінального турніру |     | 2:1    | —     | 2:1    | 2:1      | 3:0        |
| 3   | Косово     | 8 | 3 | 2 | 3 | 13 | 16 | −3  | 11 |                                    |     | 0:4    | 2:1   | —      | 1:1      | 2:0        |
| 4   | Болгарія   | 8 | 1 | 3 | 4 | 6  | 17 | −11 | 6  |                                    | 0:6 | 1:0    | 2:3   | —      | 1:1      |            |
| 5   | Чорногорія | 8 | 0 | 3 | 5 | 3  | 22 | −19 | 3  |                                    | 1:5 | 0:3    | 1:1   | 0:0    | —        |            |

### Група B
| Поз | Команда    | І | В | Н | П | ГЗ | ГП | РГ  | О  | Кваліфікація                       |     | Україна | Португалія | Сербія | Люксембург | Литва |
| --- | ---------- | - | - | - | - | -- | -- | --- | -- | ---------------------------------- | --- | ------- | ---------- | ------ | ---------- | ----- |
| 1   | Україна    | 8 | 6 | 2 | 0 | 17 | 4  | +13 | 20 | Кваліфікація до фінального турніру |     | —       | 2:1        | 5:0    | 1:0        | 2:0   |
| 2   | Португалія | 8 | 5 | 2 | 1 | 22 | 6  | +16 | 17 | Кваліфікація до фінального турніру |     | 0:0     | —          | 1:1    | 3:0        | 6:0   |
| 3   | Сербія     | 8 | 4 | 2 | 2 | 17 | 17 | 0   | 14 |                                    |     | 2:2     | 2:4        | —      | 3:2        | 4:1   |
| 4   | Люксембург | 8 | 1 | 1 | 6 | 7  | 16 | −9  | 4  |                                    | 1:2 | 0:2     | 1:3        | —      | 2:1        |       |
| 5   | Литва      | 8 | 0 | 1 | 7 | 5  | 25 | −20 | 1  |                                    | 0:3 | 1:5     | 1:2        | 1:1    | —          |       |

### Група C
| Поз | Команда           | І | В | Н | П | ГЗ | ГП | РГ  | О  | Кваліфікація                       |     | Німеччина | Нідерланди | Північна Ірландія | Білорусь | Естонія |
| --- | ----------------- | - | - | - | - | -- | -- | --- | -- | ---------------------------------- | --- | --------- | ---------- | ----------------- | -------- | ------- |
| 1   | Німеччина         | 8 | 7 | 0 | 1 | 30 | 7  | +23 | 21 | Кваліфікація до фінального турніру |     | —         | 2:4        | 6:1               | 4:0      | 8:0     |
| 2   | Нідерланди        | 8 | 6 | 1 | 1 | 24 | 7  | +17 | 19 | Кваліфікація до фінального турніру |     | 2:3       | —          | 3:1               | 4:0      | 5:0     |
| 3   | Північна Ірландія | 8 | 4 | 1 | 3 | 9  | 13 | −4  | 13 |                                    |     | 0:2       | 0:0        | —                 | 2:1      | 2:0     |
| 4   | Білорусь          | 8 | 1 | 1 | 6 | 4  | 16 | −12 | 4  |                                    | 0:2 | 1:2       | 0:1        | —                 | 0:0      |         |
| 5   | Естонія           | 8 | 0 | 1 | 7 | 2  | 26 | −24 | 1  |                                    | 0:3 | 0:4       | 1:2        | 1:2               | —        |         |

### Група D
| Поз | Команда   | І | В | Н | П | ГЗ | ГП | РГ  | О  | Кваліфікація                       |     | Швейцарія | Данія | Ірландія | Грузія | Гібралтар |
| --- | --------- | - | - | - | - | -- | -- | --- | -- | ---------------------------------- | --- | --------- | ----- | -------- | ------ | --------- |
| 1   | Швейцарія | 8 | 5 | 2 | 1 | 19 | 6  | +13 | 17 | Кваліфікація до фінального турніру |     | —         | 3:3   | 2:0      | 1:0    | 4:0       |
| 2   | Данія     | 8 | 4 | 4 | 0 | 23 | 6  | +17 | 16 | Кваліфікація до фінального турніру |     | 1:0       | —     | 1:1      | 5:1    | 6:0       |
| 3   | Ірландія  | 8 | 3 | 4 | 1 | 7  | 5  | +2  | 13 |                                    |     | 1:1       | 1:1   | —        | 1:0    | 2:0       |
| 4   | Грузія    | 8 | 2 | 2 | 4 | 7  | 11 | −4  | 8  |                                    | 0:2 | 0:0       | 0:0   | —        | 3:0    |           |
| 5   | Гібралтар | 8 | 0 | 0 | 8 | 3  | 31 | −28 | 0  |                                    | 1:6 | 0:6       | 0:1   | 2:3      | —      |           |

### Група E
| Поз | Команда     | І | В | Н | П | ГЗ | ГП | РГ  | О  | Кваліфікація                       |     | Хорватія | Уельс | Словаччина | Угорщина | Азербайджан |
| --- | ----------- | - | - | - | - | -- | -- | --- | -- | ---------------------------------- | --- | -------- | ----- | ---------- | -------- | ----------- |
| 1   | Хорватія    | 8 | 5 | 2 | 1 | 17 | 7  | +10 | 17 | Кваліфікація до фінального турніру |     | —        | 2:1   | 3:1        | 3:0      | 2:1         |
| 2   | Уельс       | 8 | 4 | 2 | 2 | 10 | 6  | +4  | 14 | Кваліфікація до фінального турніру |     | 1:1      | —     | 1:0        | 2:0      | 2:1         |
| 3   | Словаччина  | 8 | 4 | 1 | 3 | 13 | 11 | +2  | 13 |                                    |     | 0:4      | 1:1   | —          | 2:0      | 2:0         |
| 4   | Угорщина    | 8 | 4 | 0 | 4 | 8  | 11 | −3  | 12 |                                    | 2:1 | 1:0      | 1:2   | —          | 1:0      |             |
| 5   | Азербайджан | 8 | 0 | 1 | 7 | 5  | 18 | −13 | 1  |                                    | 1:1 | 0:2      | 1:5   | 1:3        | —        |             |

### Група F
| Поз | Команда           | І  | В | Н | П | ГЗ | ГП | РГ  | О  | Кваліфікація                       |     | Іспанія | Швеція | Норвегія | Румунія | Фарерські острови | Мальта |
| --- | ----------------- | -- | - | - | - | -- | -- | --- | -- | ---------------------------------- | --- | ------- | ------ | -------- | ------- | ----------------- | ------ |
| 1   | Іспанія           | 10 | 8 | 2 | 0 | 31 | 5  | +26 | 26 | Кваліфікація до фінального турніру |     | —       | 3:0    | 2:1      | 5:0     | 4:0               | 7:0    |
| 2   | Швеція            | 10 | 6 | 3 | 1 | 23 | 9  | +14 | 21 | Кваліфікація до фінального турніру |     | 1:1     | —      | 1:1      | 2:1     | 3:0               | 3:0    |
| 3   | Норвегія          | 10 | 4 | 5 | 1 | 19 | 11 | +8  | 17 |                                    |     | 1:1     | 3:3    | —        | 2:2     | 4:0               | 2:0    |
| 4   | Румунія           | 10 | 4 | 2 | 4 | 17 | 15 | +2  | 14 |                                    | 1:2 | 0:2     | 1:1    | —        | 4:1     | 1:0               |        |
| 5   | Фарерські острови | 10 | 1 | 0 | 9 | 4  | 30 | −26 | 3  |                                    | 1:4 | 0:4     | 0:2    | 0:3      | —       | 1:0               |        |
| 6   | Мальта            | 10 | 1 | 0 | 9 | 3  | 27 | −24 | 3  |                                    | 0:2 | 0:4     | 1:2    | 0:4      | 2:1     | —                 |        |

1. 1 2  Однакова кількість очок (по 3) та однакова різниця голів (0) в матчах між собою. Голи, забиті на виїзді в матчах між собою: Фарерські острови 1, Мальта 0.

### Група G
| Поз | Команда            | І  | В | Н | П | ГЗ | ГП | РГ  | О  | Кваліфікація                       |     | Польща | Австрія | Північна Македонія | Словенія | Ізраїль | Латвія |
| --- | ------------------ | -- | - | - | - | -- | -- | --- | -- | ---------------------------------- | --- | ------ | ------- | ------------------ | -------- | ------- | ------ |
| 1   | Польща             | 10 | 8 | 1 | 1 | 18 | 5  | +13 | 25 | Кваліфікація до фінального турніру |     | —      | 0:0     | 2:0                | 3:2      | 4:0     | 2:0    |
| 2   | Австрія            | 10 | 6 | 1 | 3 | 19 | 9  | +10 | 19 | Кваліфікація до фінального турніру |     | 0:1    | —       | 2:1                | 1:0      | 3:1     | 6:0    |
| 3   | Північна Македонія | 10 | 4 | 2 | 4 | 12 | 13 | −1  | 14 |                                    |     | 0:1    | 1:4     | —                  | 2:1      | 1:0     | 3:1    |
| 4   | Словенія           | 10 | 4 | 2 | 4 | 16 | 11 | +5  | 14 |                                    | 2:0 | 0:1    | 1:1     | —                  | 3:2      | 1:0     |        |
| 5   | Ізраїль            | 10 | 3 | 2 | 5 | 16 | 18 | −2  | 11 |                                    | 1:2 | 4:2    | 1:1     | 1:1                | —        | 3:1     |        |
| 6   | Латвія             | 10 | 1 | 0 | 9 | 3  | 28 | −25 | 3  |                                    | 0:3 | 1:0    | 0:2     | 0:5                | 0:3      | —       |        |

1. 1 2  Очки в матчах між собою: Північна Македонія 4, Словенія 1.

### Група H
| Поз | Команда   | І  | В | Н | П | ГЗ | ГП | РГ  | О  | Кваліфікація                       |     | Франція | Туреччина | Ісландія | Албанія | Андорра | Молдова |
| --- | --------- | -- | - | - | - | -- | -- | --- | -- | ---------------------------------- | --- | ------- | --------- | -------- | ------- | ------- | ------- |
| 1   | Франція   | 10 | 8 | 1 | 1 | 25 | 6  | +19 | 25 | Кваліфікація до фінального турніру |     | —       | 1:1       | 4:0      | 4:1     | 3:0     | 2:1     |
| 2   | Туреччина | 10 | 7 | 2 | 1 | 18 | 3  | +15 | 23 | Кваліфікація до фінального турніру |     | 2:0     | —         | 0:0      | 1:0     | 1:0     | 4:0     |
| 3   | Ісландія  | 10 | 6 | 1 | 3 | 14 | 11 | +3  | 19 |                                    |     | 0:1     | 2:1       | —        | 1:0     | 2:0     | 3:0     |
| 4   | Албанія   | 10 | 4 | 1 | 5 | 16 | 14 | +2  | 13 |                                    | 0:2 | 0:2     | 4:2       | —        | 2:2     | 2:0     |         |
| 5   | Андорра   | 10 | 1 | 1 | 8 | 3  | 20 | −17 | 4  |                                    | 0:4 | 0:2     | 0:2       | 0:3      | —       | 1:0     |         |
| 6   | Молдова   | 10 | 1 | 0 | 9 | 4  | 26 | −22 | 3  |                                    | 1:4 | 0:4     | 1:2       | 0:4      | 1:0     | —       |         |

### Група I
| Поз | Команда    | І  | В  | Н | П  | ГЗ | ГП | РГ  | О  | Кваліфікація                       |     | Бельгія | Росія | Шотландія | Кіпр | Казахстан | Сан-Марино |
| --- | ---------- | -- | -- | - | -- | -- | -- | --- | -- | ---------------------------------- | --- | ------- | ----- | --------- | ---- | --------- | ---------- |
| 1   | Бельгія    | 10 | 10 | 0 | 0  | 40 | 3  | +37 | 30 | Кваліфікація до фінального турніру |     | —       | 3:1   | 3:0       | 6:1  | 3:0       | 9:0        |
| 2   | Росія      | 10 | 8  | 0 | 2  | 33 | 8  | +25 | 24 | Кваліфікація до фінального турніру |     | 1:4     | —     | 4:0       | 1:0  | 1:0       | 9:0        |
| 3   | Шотландія  | 10 | 5  | 0 | 5  | 16 | 19 | −3  | 15 |                                    |     | 0:4     | 1:2   | —         | 2:1  | 3:1       | 6:0        |
| 4   | Кіпр       | 10 | 3  | 1 | 6  | 15 | 20 | −5  | 10 |                                    | 0:2 | 0:5     | 1:2   | —         | 1:1  | 5:0       |            |
| 5   | Казахстан  | 10 | 3  | 1 | 6  | 13 | 17 | −4  | 10 |                                    | 0:2 | 0:4     | 3:0   | 1:2       | —    | 4:0       |            |
| 6   | Сан-Марино | 10 | 0  | 0 | 10 | 1  | 51 | −50 | 0  |                                    | 0:4 | 0:5     | 0:2   | 0:4       | 1:3  | —         |            |

1. 1 2  Очки в матчах між собою: Кіпр 4, Казахстан 1.

### Група J
| Поз | Команда              | І  | В  | Н | П | ГЗ | ГП | РГ  | О  | Кваліфікація                       |     | Італія | Фінляндія | Греція | Боснія і Герцеговина | Вірменія | Ліхтенштейн |
| --- | -------------------- | -- | -- | - | - | -- | -- | --- | -- | ---------------------------------- | --- | ------ | --------- | ------ | -------------------- | -------- | ----------- |
| 1   | Італія               | 10 | 10 | 0 | 0 | 37 | 4  | +33 | 30 | Кваліфікація до фінального турніру |     | —      | 2:0       | 2:0    | 2:1                  | 9:1      | 6:0         |
| 2   | Фінляндія            | 10 | 6  | 0 | 4 | 16 | 10 | +6  | 18 | Кваліфікація до фінального турніру |     | 1:2    | —         | 1:0    | 2:0                  | 3:0      | 3:0         |
| 3   | Греція               | 10 | 4  | 2 | 4 | 12 | 14 | −2  | 14 |                                    |     | 0:3    | 2:1       | —      | 2:1                  | 2:3      | 1:1         |
| 4   | Боснія і Герцеговина | 10 | 4  | 1 | 5 | 20 | 17 | +3  | 13 |                                    | 0:3 | 4:1    | 2:2       | —      | 2:1                  | 5:0      |             |
| 5   | Вірменія             | 10 | 3  | 1 | 6 | 14 | 25 | −11 | 10 |                                    | 1:3 | 0:2    | 0:1       | 4:2    | —                    | 3:0      |             |
| 6   | Ліхтенштейн          | 10 | 0  | 2 | 8 | 2  | 31 | −29 | 2  |                                    | 0:5 | 0:2    | 0:2       | 0:3    | 1:1                  | —        |             |

## Плей-оф
Команди, що не змогли здобути путівки на груповому етапі, можуть кваліфікуватися на турнір через плей-оф. Кожна ліга в Лізі націй УЄФА має одну з чотирьох вакантних путівок на фінальний турнір. Чотири команди з кожної ліги, які не кваліфікувалися на фінальний турнір, будуть змагатися в плей-оф їхньої ліги, що відбудеться в червні 2020 року після їх переносу з початкової дати в березні 2020 року. Путівки до плей-оф спочатку будуть надані переможцям кожної групи Ліги націй. Якщо якийсь переможець групи вже пройшов кваліфікацію на фінальний турнір в класичному відбірному груповому етапі, то він буде замінений наступними кращими командами в тій же лізі і т.д.

### Вибір команд
Процес вибору команд визначив 16 команд, що братимуть участь у плей-оф, відповідно до критеріїв вибору команд. Жирним виділено команди, що вийшли в плей-оф.
| М    | Команда       |
| ---- | ------------- |
| 1 GW | Португалія    |
| 2 GW | Нідерланди[H] |
| 3 GW | Англія[H]     |
| 4 GW | Швейцарія     |
| 5    | Бельгія       |
| 6    | Франція       |
| 7    | Іспанія[H]    |
| 8    | Італія[H]     |
| 9    | Хорватія      |
| 10   | Польща        |
| 11   | Німеччина[H]  |
| 12   | Ісландія      |

| М     | Команда              |
| ----- | -------------------- |
| 13 GW | Боснія і Герцеговина |
| 14 GW | Україна              |
| 15 GW | Данія[H]             |
| 16 GW | Швеція               |
| 17    | Росія[H]             |
| 18    | Австрія              |
| 19    | Уельс                |
| 20    | Чехія                |
| 21    | Словаччина           |
| 22    | Туреччина            |
| 23    | Ірландія[H]          |
| 24    | Північна Ірландія    |

| М     | Команда      |
| ----- | ------------ |
| 25 GW | Шотландія[H] |
| 26 GW | Норвегія     |
| 27 GW | Сербія       |
| 28 GW | Фінляндія    |
| 29    | Болгарія     |
| 30    | Ізраїль      |
| 31    | Угорщина[H]  |
| 32    | Румунія[H]   |
| 33    | Греція       |
| 34    | Албанія      |
| 35    | Чорногорія   |
| 36    | Кіпр         |
| 37    | Естонія      |
| 38    | Словенія     |
| 39    | Литва        |

| М     | Команда            |
| ----- | ------------------ |
| 40 GW | Грузія             |
| 41 GW | Північна Македонія |
| 42 GW | Косово             |
| 43 GW | Білорусь           |
| 44    | Люксембург         |
| 45    | Вірменія           |
| 46    | Азербайджан[H]     |
| 47    | Казахстан          |
| 48    | Молдова            |
| 49    | Гібралтар          |
| 50    | Фарерські острови  |
| 51    | Латвія             |
| 52    | Ліхтенштейн        |
| 53    | Андорра            |
| 54    | Мальта             |
| 55    | Сан-Марино         |

Ключ
1. GW Переможець групи Ліги націй
2. H Країна-господар Євро-2020
3. Команда вийшла до плей-оф
4. Команда кваліфікувалася напряму

### Жеребкування
Жеребкування кваліфікаційного плей-оф відбулося 22 листопада 2019, 12:00 CET, в штаб-квартирі УЄФА у Ньйоні, Швейцарія. Жеребкування відбулося відповідно до правил формування шляхів для того, щоб розподілити команди, які не виграли свою групу Ліги націй, по шляхах, в яких вони будуть брати участь. Чотири окремих жеребкування для визначення господарів фінальних матчів в кожному шляху плей-оф також були проведені серед переможців пар півфінальних матчів.
У зв'язку із специфікою жеребкування процедура може бути завершена тільки після завершення групового етапу відбору. В залежності від комбінацій команд, що вийшли в плей-оф, більше ніж одне жеребкування може знадобитися для завершення формування шляхів плей-оф. Наступні обмеження можуть бути застосовані:
- Команди-господарі: для того, щоб дати однакові шанси командам-господарям кваліфікуватися до фінального турніру, вони можуть бути розподілені в різні шляхи.
- Можливе жеребкування: жеребкування може знадобитися в залежності від певних комбінацій команд, які вийшли до плей-оф.

Випадки політичних причин також були визначені УЄФА для запобігання матчів між деякими парами команд. Однак, жодна з цих пар не була сформована в плей-оф.
Наступні 4 команди Ліги С, що не виграли свою групу, будуть брати участь в жеребкуванні, яке визначить одну команду, що вирушить в Шлях С, та три команди, що вирушать в Шлях А:
1. Болгарія
2. Ізраїль
3. Угорщина[H]
4. Румунія[H]

| Р | Команда     |
| - | ----------- |
| 1 | Ісландія    |
| 2 | Болгарія    |
| 3 | Угорщина[H] |
| 4 | Румунія[H]  |

| Р | Команда              |
| - | -------------------- |
| 1 | Боснія і Герцеговина |
| 2 | Словаччина           |
| 3 | Ірландія[H]          |
| 4 | Північна Ірландія    |

| Р | Команда      |
| - | ------------ |
| 1 | Шотландія[H] |
| 2 | Норвегія     |
| 3 | Сербія       |
| 4 | Ізраїль      |

| Р | Команда            |
| - | ------------------ |
| 1 | Грузія             |
| 2 | Північна Македонія |
| 3 | Косово             |
| 4 | Білорусь           |

Ключ
1. H Країна-господар Євро-2020

### Шлях A
| Команда 1 | Рахунок | Команда 2 |
| --------- | ------- | --------- |
| Півфінали |         |           |
| Ісландія  | 2:1     | Румунія   |
| Болгарія  | 1:3     | Угорщина  |
| Фінал     |         |           |
| Угорщина  | 2:1     | Ісландія  |

### Шлях B
| Команда 1            | Рахунок        | Команда 2         |
| -------------------- | -------------- | ----------------- |
| Півфінали            |                |                   |
| Боснія і Герцеговина | 1:1 (пен. 3:4) | Північна Ірландія |
| Словаччина           | 0:0 (пен. 4:2) | Ірландія          |
| Фінал                |                |                   |
| Північна Ірландія    | 1:2 (дч)       | Словаччина        |

### Шлях C
| Команда 1 | Рахунок        | Команда 2 |
| --------- | -------------- | --------- |
| Півфінали |                |           |
| Шотландія | 0:0 (пен. 5:3) | Ізраїль   |
| Норвегія  | 1:2 (дч)       | Сербія    |
| Фінал     |                |           |
| Сербія    | 1:1 (пен. 4:5) | Шотландія |

### Шлях D
| Команда 1          | Рахунок | Команда 2          |
| ------------------ | ------- | ------------------ |
| Півфінали          |         |                    |
| Грузія             | 1:0     | Білорусь           |
| Північна Македонія | 2:1     | Косово             |
| Фінал              |         |                    |
| Грузія             | 0:1     | Північна Македонія |

## Загальний рейтинг
Загальний рейтинг буде використаний при формуванні корзин для жеребкування фінального турніру Євро-2020. Не враховуються результати матчів проти команд, що посіли 6-е місце в групі.
| М  | Груп | Команда              | І  | В | Н | П  | ГЗ | ГП | РГ  | О  |
| -- | ---- | -------------------- | -- | - | - | -- | -- | -- | --- | -- |
| 1  | I    | Бельгія              | 8  | 8 | 0 | 0  | 27 | 3  | +24 | 24 |
| 2  | J    | Італія               | 8  | 8 | 0 | 0  | 26 | 4  | +22 | 24 |
| 3  | A    | Англія               | 8  | 7 | 0 | 1  | 37 | 6  | +31 | 21 |
| 4  | C    | Німеччина            | 8  | 7 | 0 | 1  | 30 | 7  | +23 | 21 |
| 5  | F    | Іспанія              | 8  | 6 | 2 | 0  | 22 | 5  | +17 | 20 |
| 6  | B    | Україна              | 8  | 6 | 2 | 0  | 17 | 4  | +13 | 20 |
| 7  | H    | Франція              | 8  | 6 | 1 | 1  | 19 | 4  | +15 | 19 |
| 8  | G    | Польща               | 8  | 6 | 1 | 1  | 13 | 5  | +8  | 19 |
| 9  | D    | Швейцарія            | 8  | 5 | 2 | 1  | 19 | 6  | +13 | 17 |
| 10 | E    | Хорватія             | 8  | 5 | 2 | 1  | 17 | 7  | +10 | 17 |
|    |      |                      |    |   |   |    |    |    |     |    |
| 11 | C    | Нідерланди           | 8  | 6 | 1 | 1  | 24 | 7  | +17 | 19 |
| 12 | I    | Росія                | 8  | 6 | 0 | 2  | 19 | 8  | +11 | 18 |
| 13 | B    | Португалія           | 8  | 5 | 2 | 1  | 22 | 6  | +16 | 17 |
| 14 | H    | Туреччина            | 8  | 5 | 2 | 1  | 10 | 3  | +7  | 17 |
| 15 | D    | Данія                | 8  | 4 | 4 | 0  | 23 | 6  | +17 | 16 |
| 16 | G    | Австрія              | 8  | 5 | 1 | 2  | 13 | 8  | +5  | 16 |
| 17 | F    | Швеція               | 8  | 4 | 3 | 1  | 16 | 9  | +7  | 15 |
| 18 | A    | Чехія                | 8  | 5 | 0 | 3  | 13 | 11 | +2  | 15 |
| 19 | E    | Уельс                | 8  | 4 | 2 | 2  | 10 | 6  | +4  | 14 |
| 20 | J    | Фінляндія            | 8  | 4 | 0 | 4  | 11 | 10 | +1  | 12 |
|    |      |                      |    |   |   |    |    |    |     |    |
| 21 | B    | Сербія               | 8  | 4 | 2 | 2  | 17 | 17 | 0   | 14 |
| 22 | E    | Словаччина           | 8  | 4 | 1 | 3  | 13 | 11 | +2  | 13 |
| 23 | D    | Ірландія             | 8  | 3 | 4 | 1  | 7  | 5  | +2  | 13 |
| 24 | H    | Ісландія             | 8  | 4 | 1 | 3  | 9  | 10 | −1  | 13 |
| 25 | C    | Північна Ірландія    | 8  | 4 | 1 | 3  | 9  | 13 | −4  | 13 |
| 26 | F    | Норвегія             | 8  | 2 | 5 | 1  | 15 | 10 | +5  | 11 |
| 27 | A    | Косово               | 8  | 3 | 2 | 3  | 13 | 16 | −3  | 11 |
| 28 | J    | Греція               | 8  | 3 | 1 | 4  | 9  | 13 | −4  | 10 |
| 29 | I    | Шотландія            | 8  | 3 | 0 | 5  | 8  | 19 | −11 | 9  |
| 30 | G    | Північна Македонія   | 8  | 2 | 2 | 4  | 7  | 12 | −5  | 8  |
|    |      |                      |    |   |   |    |    |    |     |    |
| 31 | E    | Угорщина             | 8  | 4 | 0 | 4  | 8  | 11 | −3  | 12 |
| 32 | G    | Словенія             | 8  | 2 | 2 | 4  | 10 | 11 | −1  | 8  |
| 33 | F    | Румунія              | 8  | 2 | 2 | 4  | 12 | 15 | −3  | 8  |
| 34 | D    | Грузія               | 8  | 2 | 2 | 4  | 7  | 11 | −4  | 8  |
| 35 | H    | Албанія              | 8  | 2 | 1 | 5  | 10 | 14 | −4  | 7  |
| 36 | J    | Боснія і Герцеговина | 8  | 2 | 1 | 5  | 12 | 17 | −5  | 7  |
| 37 | A    | Болгарія             | 8  | 1 | 3 | 4  | 6  | 17 | −11 | 6  |
| 38 | B    | Люксембург           | 8  | 1 | 1 | 6  | 7  | 16 | −9  | 4  |
| 39 | C    | Білорусь             | 8  | 1 | 1 | 6  | 4  | 16 | −12 | 4  |
| 40 | I    | Кіпр                 | 8  | 1 | 1 | 6  | 6  | 20 | −14 | 4  |
|    |      |                      |    |   |   |    |    |    |     |    |
| 41 | J    | Вірменія             | 8  | 2 | 0 | 6  | 10 | 24 | −14 | 6  |
| 42 | G    | Ізраїль              | 8  | 1 | 2 | 5  | 10 | 17 | −7  | 5  |
| 43 | I    | Казахстан            | 8  | 1 | 1 | 6  | 6  | 16 | −10 | 4  |
| 44 | A    | Чорногорія           | 8  | 0 | 3 | 5  | 3  | 22 | −19 | 3  |
| 45 | E    | Азербайджан          | 8  | 0 | 1 | 7  | 5  | 18 | −13 | 1  |
| 46 | H    | Андорра              | 8  | 0 | 1 | 7  | 2  | 19 | −17 | 1  |
| 47 | B    | Литва                | 8  | 0 | 1 | 7  | 5  | 25 | −20 | 1  |
| 48 | C    | Естонія              | 8  | 0 | 1 | 7  | 2  | 26 | −24 | 1  |
| 49 | F    | Фарерські острови    | 8  | 0 | 0 | 8  | 2  | 28 | −26 | 0  |
| 50 | D    | Гібралтар            | 8  | 0 | 0 | 8  | 3  | 31 | −28 | 0  |
|    |      |                      |    |   |   |    |    |    |     |    |
| 51 | H    | Молдова              | 10 | 1 | 0 | 9  | 4  | 26 | −22 | 3  |
| 52 | F    | Мальта               | 10 | 1 | 0 | 9  | 3  | 27 | −24 | 3  |
| 53 | G    | Латвія               | 10 | 1 | 0 | 9  | 3  | 28 | −25 | 3  |
| 54 | J    | Ліхтенштейн          | 10 | 0 | 2 | 8  | 2  | 31 | −29 | 2  |
| 55 | I    | Сан-Марино           | 10 | 0 | 0 | 10 | 1  | 51 | −50 | 0  |